# Trichomyia nebulicola
Trichomyia nebulicola är en tvåvingeart som beskrevs av Ibanez-bernal 2004. Trichomyia nebulicola ingår i släktet Trichomyia och familjen fjärilsmyggor. Inga underarter finns listade i Catalogue of Life.